# يوزوكي إيكاوا
يوزوكي إيكاوا (باليابانية: 愛川ゆず季؛ بالكانا: あいかわ ゆずき) هي مصارعة محترفة وتارينتو ومغنية وعارضة وممثلة يابانية، ولدت في 16 مايو 1983 في نيهاما في اليابان.

## وصلات خارجية
- الموقع الرسمي
- يوزوكي إيكاوا على موقع CageMatch worker (الإنجليزية)
- يوزوكي إيكاوا على موقع IMDb (الإنجليزية)
- يوزوكي إيكاوا على موقع ميوزك برينز (الإنجليزية)
- يوزوكي إيكاوا على موقع قاعدة بيانات الفيلم (الإنجليزية)